# Hinderhausen

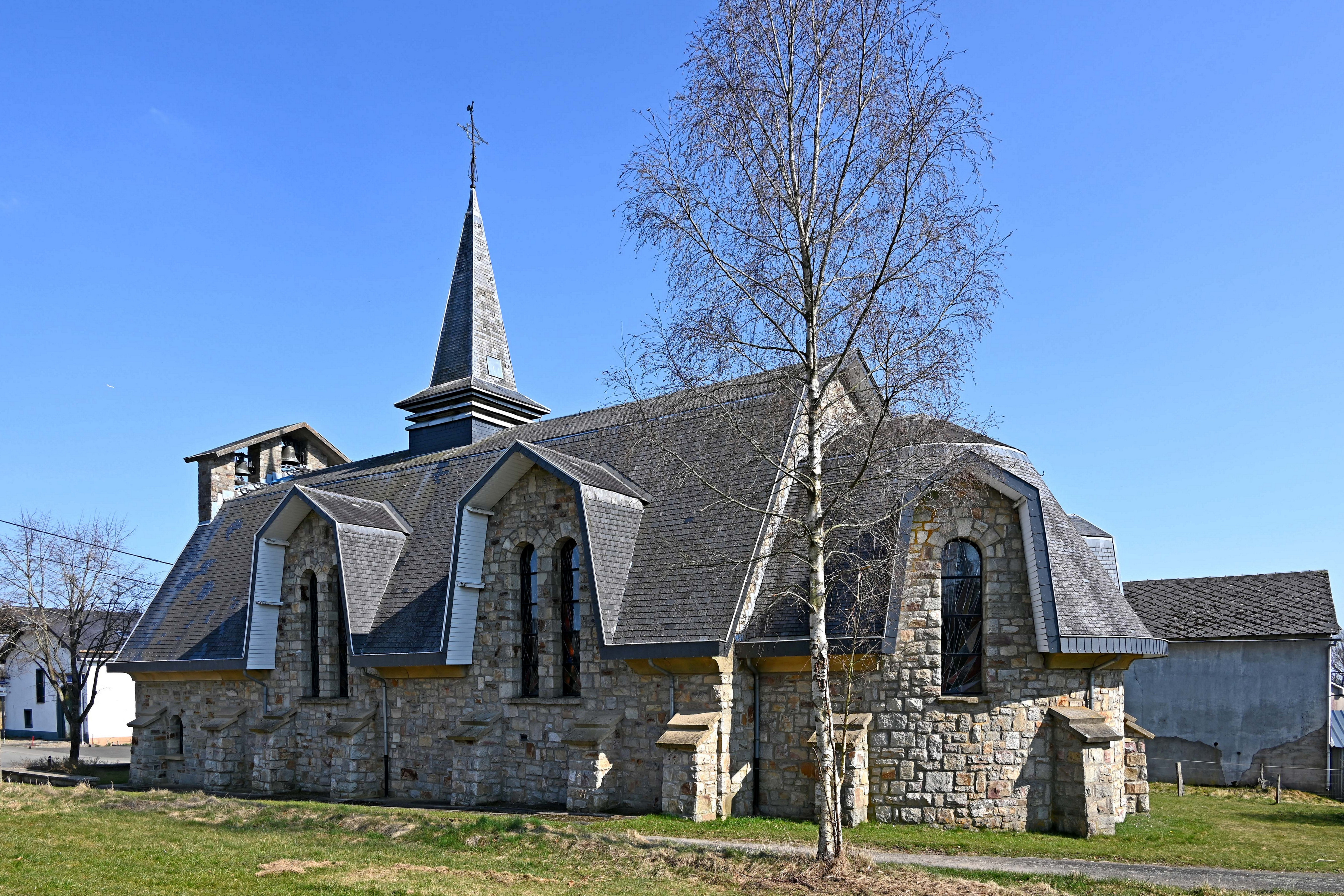
Kirche St. Albinus

Hinderhausen ist ein Dorf in der Deutschsprachigen Gemeinschaft in Belgien und Ortsteil der Stadtgemeinde St. Vith. Hinderhausen zählt 376 Einwohner (Angabe Stand 31. Dezember 2015).

## Geografie
Hinderhausen liegt rund sieben Kilometer westlich der Kernstadt Sankt Vith. Die Umgebung des Dorfes ist durch landwirtschaftliches Grünland geprägt, im Norden und Westen schließen sich größere Waldgebiete an. Zu Hinderhausen gehören zwei Weiler: Das rund einen Kilometer südwestlich gelegene Kapellen mit 46 Einwohnern und das nordwestlich an Hinderhausen anschließende Oberst-Crombach mit 72 Einwohnern.

## Geschichte
Hinderhausen wurde wahrscheinlich um 1000 n. Chr. gegründet, wie die Endung „-hausen“ nahelegt. Erstmals erwähnt wurde der Ort im Jahr 1495 als „Hudershusen“. Ab 1794 gehörte Hinderhausen zur Gemeinde Crombach, bis es im Rahmen der belgischen Gebietsreform 1977 zur neuen Großgemeinde Sankt Vith kam. Seit 1924 bildet Hinderhausen mit dem Nachbardorf Rodt einen Pfarrverband.